# Kane & Lynch: Dead Men
Kane & Lynch: Dead Men — кооперативний шутер від третьої особи в жанрі екшн, розроблений IO Interactive і виданий Eidos Interactive у Північній Америці та для PAL регіонів, та компанією Spike у Японії для платформ Microsoft Windows, PlayStation 3 і Xbox 360. Мобільну версію розробила данська Kiloo і видала Eidos Mobile. Гра отримала середні відгуки, і мала продовження Kane & Lynch 2: Dog Days. В основі геймплею лежить ідея про спільні дії двох абсолютно різних за характером героїв Кейна та Лінча.

## Сюжет

### Основна частина
Після проваленого завдання у Венесуелі, Кейн, вважаючи, що всі члени «Сімки» мертві, їде в США з грошима організації. В Америці його заарештовують та засуджують до смертної кари.
Під час перевезення Кейна в камеру смертників, він опиняється в одному броньовику з Лінчем. На шляху до місця проведення страти, люди «Сімки» влаштовують аварію, перевернувши броньовик. Вони відвезли Кейна та Лінча в якусь будівлю, де Маркуса чекає «Сімка». Найманці вважають, що Адам їх зрадив, і вимагають, щоб він повернув їм гроші. «Сімка» тримає родину Кейна в заручниках, щоб контролювати його. До нього приставляють Лінча, який повинен періодично зв'язуватися з «сімкою» та доповідати про всі дії Кейна. Маркус каже, що гроші знаходяться в банку. Він зв'язується зі знайомим ведмежатником.
Утрьох вони пробираються до банку. У сховищі Кейн виявляє тільки одну валізу з грошима. Грабіжники залишають банк на мікроавтобусі, переслідувані поліцейськими. Бачачи, що від погоні не втекти, водій мікроавтобуса вривається на станцію метро. В результаті аварії, водій та зломщик гинуть. Кейн і Лінч з боєм пробиваються на платформу та сідають в поїзд.
Маркус каже, що знає людину, яка вкрала другу валізу. Вони вирушають до Токіо, де знаходять Йоко Ретомото. Взявши її в заручники, Кейн зв'язується з батьком Йоко. Він призначає зустріч у парку, на якій Ретомото повинен віддати валізу. Залишивши Йоко з Лінчем, Маркус вирушає до призначеного місця. Сам Ретомото там не з'являється. На місці зустрічі Кейн знаходить телефон, за яким зв'язується з батьком Йоко. Під час їхніх переговорів, вона виривається і намагається втекти, але Лінч вбиває її. Кейн і Лінч, відстрілюючись від мафії та поліції, залишають парк.
Після всього, що відбулося «Сімка» вирішує вбити Кейна та Лінча. Їх вивозять на якусь будмайданчик. Маркуса змушують копати собі могилу. Коли він закінчує свою роботу, Брати та Карлос йдуть, залишаючи Німого та одного з охоронців, щоб вони завершили цю справу. Охоронець призводить рідних Кейна. Німий вбиває його дружину. В цей момент Лінч кидається на охоронця. Маркус забиває лопатою забарився Німого. Дженні залишає будмайданчик на одній з машин найманців.
Поховавши дружину, Кейн вирішує знайти й знищити «Сімку». Для цього йому необхідно набрати групу людей, які можуть допомогти в цьому справі. Разом з Лінчем вони вриваються на самоскиді до в'язниці, де знаходяться люди, що потрапили туди з вини «Сімки»: Шеллі, Тапа і Ріфік. Кейн звільняє їх і бере з собою, пообіцявши заплатити їм. Він вирішує, що потрібно вбити Ретомото, оскільки останній, найімовірніше, розшукує Дженні, щоб помститися за Йоко. Група Кейна завдає удар по його штаб-квартирі. Маркус забирає свою валізу, після чого група намагається непомітно покинути хмарочос, але вплутується в перестрілку з поліцією. Під вогнем Кейн веде їх до автобусної станції, де всіх п'ятьох підбирає мікроавтобус.

Зліва направо: Тапа, Лінч, Кейн, Шеллі, і Ріфік

«Сімка» знаходиться в Гавані, де допомагає повстанцям влаштувати державний переворот. Група Кейна вирушає туди ж і приймає сторону лоялістів. Пробившись до Капітолія, вони виявляють, що «Сімка» зникла, залишивши в будівлі лише Карлоса. Лінч пропонує вбити його, але після недовгих переговорів, Маркус бере Карлоса з собою. Тапа, не знайшовши обіцяних грошей та «Сімки», відмовляється далі допомагати Кейну і йде. Карлос повідомляє, що найманці пішли в джунглі. Він веде групу до табору «Сімки». По дорозі вони зустрічають людей, які повинні допомогти Кейну. Їх завдання полягає в тому, щоб знищити найманців в селі, недалеко від аеродрому «Сімки». Група Кейна сягає табору найманців. Карлос пропонує підірвати головні ворота за допомогою міни, і сам намагається її закласти, але потрапляє в полон, однак спільники вважають, що він переметнувся на бік ворога.
У таборі Кейн дізнається, що «Сімка» захопила його дочку. Він пробивається через найманців та знаходить Дженні. Неподалік лежить мертвий Карлос. Коли Кейн підходить до дочки, він і його група опиняються оточені найманцями. Брати хочуть вбити його, але Лінч зауважує, що поруч з Карлосом лежить міна, яку група хотіла підірвати ворота. Кейн стріляє в неї. Вибухом вбиває старшого з братів, молодший збігає разом з Джені, інші найманці виявляються приголомшені. Користуючись цим, група Кейна вибирається із засідки. До табору на джипі під'їжджає один з людей, які ведуть бій у селі, і повідомляє, що там дуже важка ситуація. Шеллі та Ріфік вирушають туди. Кейн і Лінч на джипі переслідують молодшого брата, який їде на аеродром. Маркус виводить з ладу літак, на якому його ворог намагався полетіти та вбиває останнього члена «Сімки». Забравши Дженні, він чує по рації, що Шеллі та Ріфік оточені та звуть його на допомогу.

### Варіанти закінчення гри
Подальший розвиток сюжету залежить від вибору гравця: втекти або спробувати допомогти групі Кейна. У першому випадку Адам і Дженні забираються у вертоліт та відлітають, Лінч не хоче слідувати за ними і залишається. Дженні переконується в тому, що її батько «паршивий зрадник». Гра закінчується.
У другому випадку Кейн, Дженні і Лінч йдуть в село. Шеллі та Ріфік оточені в палаючої церкви. Коли Кейн добирається до них, в живих залишається тільки Шеллі. Разом вони пробиваються до причалу, де один з повстанців ранить Дженні. Шеллі спливає на одному з катерів. Кейн несе важко поранену Дженні (втім, відповідно до сюжету сиквела, все ж вижила) на руках. Гра закінчується.

## Ігровий процес
Вся одиночна гра протікає в тісному співробітництві двох головних персонажів, де гравець бере на себе роль Кейна, в той час як Лінчем управляє штучний інтелект. У Kane & Lynch також є можливість кооперативу, при якому обома героями управляють гравці. Спільна гра на персональному комп'ютері здійснюється тільки за наявності хоча б одного контролера Xbox 360. Головною ідеєю розробників є перенести характери героїв на їх поведінку в грі. Кейн — холодний та розважливий найманий вбивця, а Лінч — дуже нервова людина, що страждає нападами неконтрольованої агресії, але без минулого в організованій злочинності. Протягом всієї гри, Кейн і Лінч не перестають матюкатися і сперечатися між собою.
На екрані більшу частину часу немає жодних індикаторів, поки гравець не перевіряє завдання, або у нього не кінчаються патрони. стан здоров'я головного героя можна визначити тільки по червоному відтінку та нахилу екрану. Щоб відновити здоров'я, достатньо кілька секунд уникати ушкоджень. Якщо гравця важко поранили, напарник повинен за короткий час зробити першу ін'єкцію адреналіну. Часте застосування приводить до передозування та смерті головного героя. Комп'ютерним напарникам ін'єкції можна вводити постійно.
Також в грі практично відсутня потреба в пошуку патронів. Боєзапас можна поповнювати у напарників або мертвих супротивників. Друзі головного героя можуть дати йому патрони будь-якого калібру, але в обмеженій кількості.
Протягом усього сюжету, гравець ніде не бере участь один. На кожному рівні присутні та Кейн, і Лінч, іноді трапляються й інші дружні персонажі. Для управління напарниками є три команди — атакувати, слідувати за гравцем та рухатися в певну точку.
Головний герой не здатний стрибати, але може забиратися на невисокі предмети. У грі присутня можливість спускатися з великої висоти на мотузці. Одним з головних елементів бою є здатність протагоніста ховатися за різними предметами та вести через них прицільний вогонь або стріляти наосліп.
Рівні в Kane & Lynch достатньо лінійні, іноді є можливість тактичного підходу — атакувати противника в лоб, обійти з флангу і так далі. За всю гру є тільки два випадки, де можна та потрібно діяти тихо. Для цього Кейн носить в руці особливий нож має Т-подібну форму. Гравець не може надати впливу на сюжет до передостаннього рівня, де від його дій залежить кінцівка гри.

## Огляди
| Агрегатор    | Оцінка                                   |
| ------------ | ---------------------------------------- |
| GameRankings | (PC) 67.95% (X360) 66.87 % (PS3) 66.26 % |
| Metacritic   | (PC) 67/100 (X360) 65/100 (PS3) 64/100   |

| Видання      | Оцінка |
| ------------ | ------ |
| GameSpot     | 6.0/10 |
| GameTrailers | 8.0/10 |

### Рейтинги
Kane & Lynch: Dead Men отримала змішані відгуки, отримавши рейтинг 66,26 % на агрегаторі Game Rankings для PlayStation 3-версії і 67,95 % у версії для персональних комп'ютерів. На сайті Metacritic сумарний рейтинг гри склав 64 бали зі 100 для PlayStation 3 і 67 балів зі 100 для PC.